# ObjectARX
ObjectARX는 오토캐드의 기능을 특정한 분야로 확장하는 데 쓰이는 C++ 클래스 라이브러리이며 오토캐드 아키텍처, 오토캐드 일렉트리컬, 오토캐드 시빌 3D, 서드파티 오토캐드 기반 응용 프로그램과 같은 제품을 만들어 낸다. ObjectARX와 거의 비슷한 라이브러리로는 DRX가 있다. DRX는 DWGDirect를 기반으로 개발된 대한민국의 캐드인 캐디안(CADian)에서 사용되는 C++ 클래스 라이브러리이다.

## 같이 보기
- 오토데스크
- 오토캐드